# Public Documentation License
La licencia de documentación pública (en inglés Public Documentation License o PDL) es una licencia de documentación pública y libre que ha sido preparada por la empresa Sun Microsystems es utilizada (entre otros proyectos) por OpenOffice.org en el diseño de su documentación y por Firebird.
En él se definen los mismos derechos y restricciones que la Mozilla Public License (MPL), sin embargo, está orientada principalmente a la documentación, mientras que la MPL está muy relacionada con el software, pero sobre todo esta licencia hace que sea posible colaborar en la documentación disponible por separado en el proyecto o producto con el código abierto. Por ejemplo, manuales y artículos técnicos que no se distribuyen con el código fuente.
Esta licencia no cumple con las directrices de software libre de Debian y por lo tanto es considerada por Debian como una licencia no libre.